# Fórum para o Progresso e Desenvolvimento da América do Sul
Fórum para o Progresso e Desenvolvimento da América do Sul (PROSUL; em castelhano: Foro para el Progreso y Desarrollo de América del Sur, PROSUR) é um experimento de regionalismo na América do Sul iniciado em 2019 em meio à onda conservadora e propondo a substituição da União de Nações Sul-Americanas (UNASUL).

## História
O PROSUL foi idealizado pelo então presidente chileno Sebastián Piñera como um bloco "aberto a todos os países da América do Sul e sem ideologias" e "uma estrutura flexível, leve, barata, com regras de funcionamento claras e com um mecanismo ágil de tomada de decisões", para substituir a Unasul. Esta estava sem um secretário-geral designado desde 2017. Todos os países do subcontinente sul-americano, exceto Venezuela, foram convidados à primeira cúpula e à formação do bloco. Oito deles assinaram a declaração final da reunião: Argentina, Brasil, Chile, Colômbia, Guiana, Equador, Paraguai e Peru. Já os líderes da Bolívia, do Uruguai e do Suriname não compareceram à cúpula, mas enviaram representantes, que apenas observaram a reunião sem assinarem o documento; a chancelaria chilena informou que estes podem vir a assinar depois, se desejarem. Além deles, Costa Rica, Nicarágua, Panamá e República Dominicana também chegaram a constar como possíveis integrantes/convidados à cúpula e o agrupamento chegou a ser designado "Fórum para o Progresso e Desenvolvimento da América Latina".
Na 3ª cúpula do Prosul, em janeiro de 2022, o Suriname apresentou o desejo de seu país ingressar oficialmente como país membro do Prosul e formalizar a sua saída da Unasul. Em 27 de fevereiro do mesmo ano, o ministro das Relações Exteriores do Suriname, Albert Ramdin, anunciou a adesão oficial de seu país ao Prosul, sendo reconhecido no mesmo dia pelo presidente Chan Santokhi. Essa foi a primeira expansão real do bloco desde a sua criação em 2019.
Em 3 de abril de 2022, o governo do Chile, agora liderado pelo ex-líder estudantil de esquerda, Gabriel Boric, enviou uma solicitação formal para a suspensão do país no Prosul.

## Cúpulas
A primeira cúpula de chefes de Estado do Prosul ocorreu no Chile em março de 2019.
|     | Local                | Período                  | Anfitrião                    | Notas  |
| --- | -------------------- | ------------------------ | ---------------------------- | ------ |
| 1.ª | Santiago             | 22 e 23 de março de 2019 | Sebastián Piñera, presidente | [ 12 ] |
| 2.ª | videoconferência     | 12 de dezembro de 2020   | Sebastián Piñera, presidente | [ 13 ] |
| 3.ª | Cartagena das Índias | 27 de janeiro de 2022    | Iván Duque, presidente       | [ 14 ] |

## PresidentesPro tempore
A presidência do Prosul ocorre de forma rotativa a cada cúpula.
| Nº | País     | Retrato | Presidente         | Início do mandato      | Fim do mandato         |
| -- | -------- | ------- | ------------------ | ---------------------- | ---------------------- |
| 1  | Chile    |         | Sebastián Piñera   | 22 de março de 2019    | 12 de dezembro de 2020 |
| 2  | Colômbia |         | Iván Duque         | 12 de dezembro de 2020 | 27 de janeiro de 2022  |
| 3  | Paraguai |         | Mario Abdo Benítez | 27 de janeiro de 2022  | 15 de agosto de 2023   |
| 4  | Paraguai |         | Santiago Peña      | 15 de agosto de 2023   | até a atualidade       |